# Maria Lund

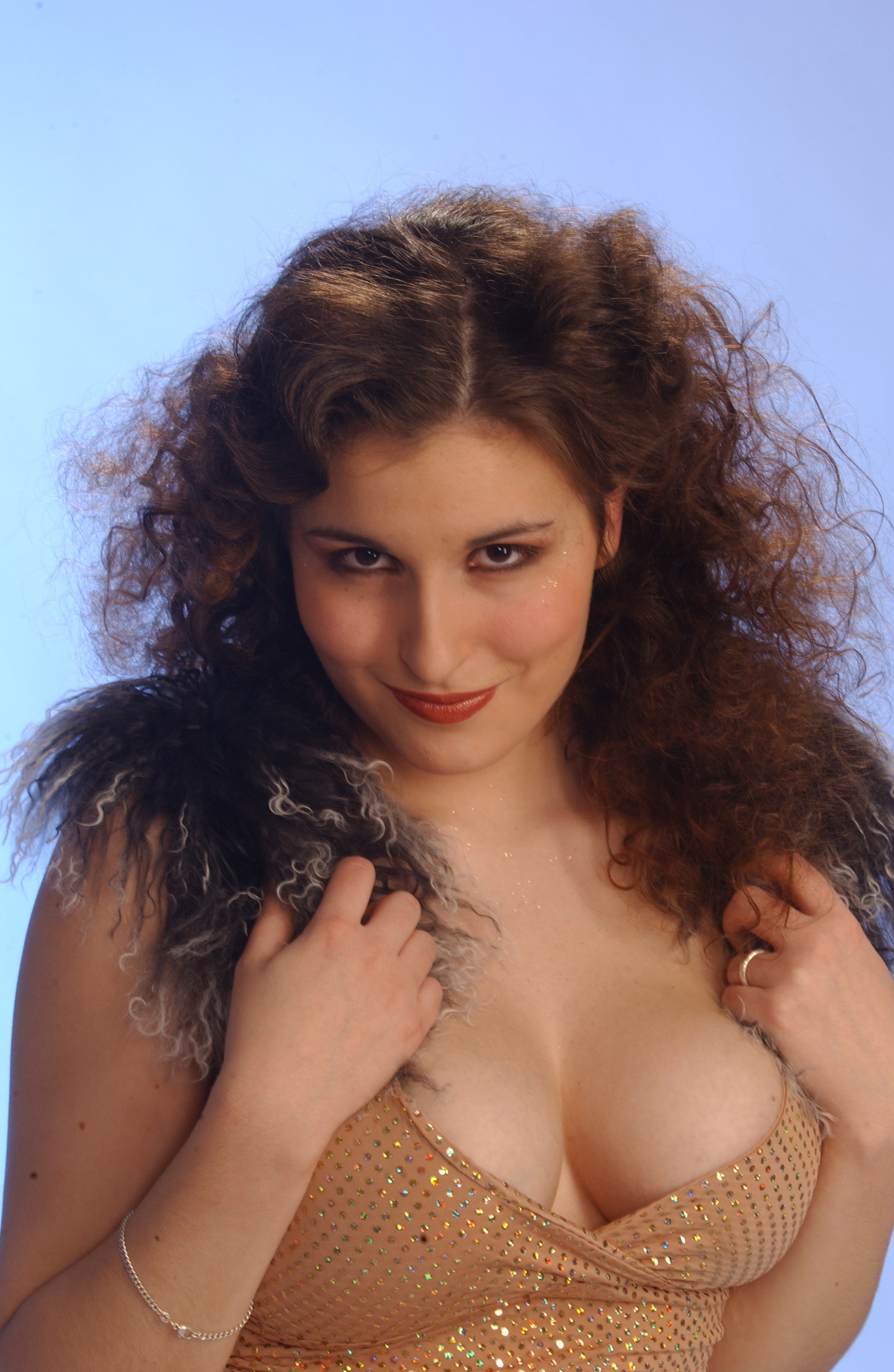
Maria Lund (2004)

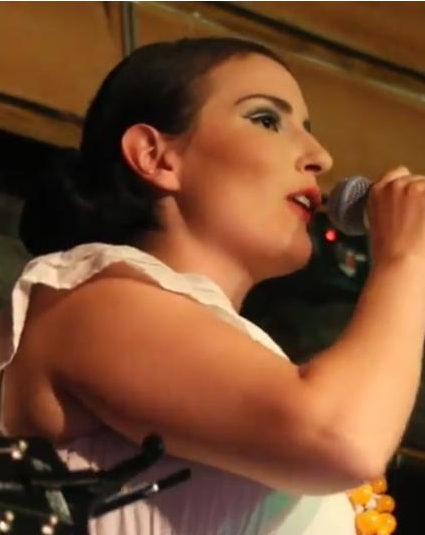
Maria Lund (2011)

Maria Alexandra Aspasia Ionitza-Lund, früher: Maria Rantaniva (* 9. Mai 1983 in München) ist eine finnische Sängerin und Schauspielerin.

## Leben
Maria Lund ist die Tochter der 2005 verstorbenen finnischen Sopranistin Tamara Lund und des 2010 verstorbenen rumänischen Opernsängers Alexandru Ionitza. Ihre Jugend verbrachte sie in Düsseldorf, Nordrhein-Westfalen, wo sie eine französische Schule besuchte und durch das Schultheater schon früh erste Schauspielerfahrungen sammelte. Im Alter von 16 Jahren startete sie mit Hilfe ihrer berühmten Mutter eine Karriere als Jazz-Sängerin und arbeitete unter anderem mit den finnischen Künstlern Heikki Sarmanto, Sakari Kukko und Jarmo Savolainen. Nach dem Abitur lebte Maria Lund immer abwechselnd bei ihrem Vater in Düsseldorf und ihrer Mutter in Turku, Finnland. In dieser Zeit baute sie ihre schauspielerische Karriere in Finnland weiter aus und hatte neben dem Spielen auf kleinen Bühnen auch kurze Fernsehauftritte.
2002 nahm sie am regionalen Schönheitswettbewerb Miss Suomen Neito teil und erregte Aufmerksamkeit, weil sie als erste Teilnehmerin dieses Wettbewerbs einen Badeanzug in Übergröße brauchte. Sie erreichte dort einen Platz im Finale der besten zehn. 2005 nahm sie unter dem Namen Maria Rantaniva am Sängerwettbewerb Lady Summertime teil, wurde dort aber nur Fünfte von sechs Teilnehmerinnen.

## Karriere
Erste öffentliche Aufmerksamkeit erregte Maria Lund im Jahr 1998 mit dem Song „Uskon sydämen totuuteen“, einer Coverversion von Celine Dions „My Heart Will Go On“.
Kurz nach ihrer Teilnahme beim Suomen-Neito Wettbewerb machte Lund noch einmal von sich reden, als sie im Alter von 19 Jahren freizügig für eine Fotoserie des Klatschmagazins "7 päivää" posierte.
Nach mehreren kleinen Engagements auf Bühnen im Süden Finnlands konnte man Lund im Frühjahr 2008 bei der finnischen Ausgabe von Dancing with the stars (Tanssii tähtien kanssa) sehen. Im Finale am trat sie mit ihrem Partner Mikko Ahti gegen den finnischen Schauspieler Nicke Lingell und seine Tanzpartnerin Susa Matson an. Das Paar lag in der Jurorenwertung zwar mit 104 zu 110 Punkten im Rückstand, gewann aber durch die Publikumswertung, weil Maria Lund den zweiten Tanz, einen langsamen Walzer, ihrer verstorbenen Mutter widmete.
Lund und ihr Partner vertraten Finnland am 6. September 2008 beim Eurovision Dance Contest in Glasgow. Obwohl die Vertreter Finnlands den Wettbewerb 2007 souverän gewannen und Maria Lund und Mikko Ahti vor der Show noch als Favoriten ins Rennen gingen, hatten sie keine Chance gegen das starke Paar aus Polen und landeten auf dem 10. Platz.
2010 nahm Maria Lund mit dem Lied „Sydän Ymmärtää“ an der Finnischen Vorausscheidung zum Eurovision Song Contest teil, gewann diesen jedoch nicht. Ihr 2008 erschienenes Album "Ajan sävel", auf dem sich hauptsächlich Schlager- bzw. Coverversionen finnischer Rocksongs befinden, kletterte auf Platz 22 der finnischen Charts. Das Album "Tahdon" aus dem Jahre 2009 erreichte Platz 53. Von Oktober bis Dezember 2010 moderierte Maria Lund zusammen mit den Sängerinnen Laura Sippola und Johanna Försti die Musiksendung "Obladii", deren 12 Aufzeichnungen jeden Samstag auf dem Fernsehsender YLE TV2 ausgestrahlt wurden.

## Privatleben
Maria Lund war drei Jahre lang mit dem Düsseldorfer Thomas Meinders verlobt. Nach ihrer Trennung lernte sie ihren finnischen Schauspielkollegen Mikko Rantaniva bei den Proben zum Musical West Side Story kennen. Das Paar heiratete am 4. Juli 2005. Drei Wochen später verstarb ihre Mutter an den Folgen einer Krebskrankheit, was dazu führte, dass Lund sich für ein Jahr fast vollständig aus der Öffentlichkeit zurückzog. Im Juli 2009 reichten Maria und Mikko Rantaniva nach knapp vier Jahren Ehe die Scheidung ein. Am 2. Januar 2010 verstarb auch ihr Vater an Krebs.
Anfang Oktober 2010 bestätigte Lund gegenüber der Ilta-Sanomat eine bereits von vielen Medien vermutete Schwangerschaft.
Hartnäckige Gerüchte über eine heimliche Beziehung mit ihrem Produzenten Valtteri Tynkkynen kursierten bereits während Marias Ehe, wurden aber ebenso konsequent von den beiden dementiert.
Maria Lund und Valtteri Tynkkynen haben mittlerweile zwei gemeinsame Kinder.

## Theater
Maria Lund wirkte bisher bei folgenden Theaterstücken mit:
- Madame Butterfly, David Belasco, Helsingin Suomalainen Teatteri
- West Side Story, Leonard Bernstein, Tampereen Teatteri
- Leskimies Jalmari, Vilhelm Moberg, Tampereen Teatteri
- Älä nyt hyvä mies, Matti Kuikkaniemi, Teatteri Eurooppa Neljä
- My Fair Lady, Fr. Loewe, Tampereen Teatteri
- Suora Lähetys, Teatteri Eurooppa Neljä
- Kaunis Veera, Tatu Pekkarinen (Veera) Seinäjoen Kesäteatteri
- Naururyppy, Teatteri Eurooppa Neljä
- Pumpulitaivas, T.Salmela/H.Eskola, Tampereen Teatteri (vorzeitig abgesetzt)
- Laulu Tulipunaisesta Kukasta, Seinäjoen Kesäteatteri
- Tivolilapset, Seinäjoen Kaupunginteatteri
- The Sound of Music, Tampereen Teatteri
- Guys and Dolls, Heinolan Kesäteatterilla
- Liz, Tampereen Työväen Teatteri

## Diskografie
- 2002: Maria Lund – Carousel (nicht in Finnland veröffentlicht)
- 2004: Maria Lund & Mikko Rantaniva – Lähtöpiste...
- 2005: Maria Lund & Heikki Sarmanto – Äänet Hämärässä
- 2008: Maria Lund – Ajan sävel
- 2009: Maria Lund – Tahdon